# تپه سه بنه ب
تپه سه بنه ب مربوط به دوران‌های تاریخی پس از اسلام است و در شهرستان شوشتر، روستای سه بنه واقع شده و این اثر در تاریخ ۵ آذر ۱۳۸۰ با شمارهٔ ثبت ۴۳۳۸ به‌عنوان یکی از آثار ملی ایران به ثبت رسیده است.